# اتحاد إكستريمادورا لكرة القدم
اتحاد إكستريمادورا لكرة القدم ويُرمز لهُ بـ(FEF) هو اتحاد كرة قدم مسؤول عن جميع مُسابقات كرة القدم بكل أشكالها في إكستريمادورا. دُمج الاتحاد معَ الاتحاد الملكي الإسباني لكرة القدم ويقع مقره الرئيسي في بطليوس.

## المُسابقات

### الرجال
- الدرجة الثالثة (المجموعة 14)
- التفضيل الإقليمي (3 مجموعات)
- بريميرا الإقليمي (3 مجموعات)
- سيغوندا الإقليمي (4 مجموعات)

### الشباب
- الدوري الوطني للشباب المجموعة الحادية عشرة
- الأقسام الإقليمية

### النساء
- الأقسام الإقليمية

## وصلات خارجية
- الموقع الرسمي
 بِاللُّغة الإسبانية.